# گروه انرژی هسته‌ای عمومی چین
گروه انرژی هسته‌ای عمومی چین (انگلیسی: China General Nuclear Power Group) شرکت دولتی انرژی هسته‌ای چینی است، که در سال ۱۹۹۴ توسط سازمان ساساک تأسیس شد.